# Melizanda
Melizanda – imię żeńskie pochodzenia germańskiego, forma imienia Amalasunta. Najbardziej znaną postacią o tym imieniu jest Melizanda, królowa Jerozolimy, córka Baldwina II. Imię to znane jest również z dramatu Maeterlincka Peleas i Melizanda, który stanowił inspirację m.in. dla Claude’a Debussy’ego oraz Arnolda Schönberga.